# یوسینور
یوسینور (انگلیسی: Usinor) شرکت فولاد فرانسوی است، که در سال ۱۹۴۸ تأسیس شد.